# Питер де Вилије
Питер де Вилије (фр. Pieter de Villiers; 3. јул 1972) бивши је професионални рагбиста и некадашњи репрезентативац Француске. Тренутно ради као помоћни тренер у стручном штабу Спрингбокса и то као тренер мелеа.

## Каријера
Родио се у Јужноафричкој Републици, али је целу каријеру провео у Француској. Играо је на позицији стуба и добро је гурао у скраму.

### Клупска каријера
Целу каријеру је провео у Стад Франсу, са којим је освајао титуле првака Француске и играо у финалима купа европских шампиона.

### Репрезентација Француске
За репрезентацију Француске дебитовао је у тест мечу против Велса 1999. Био је део селекције Француске на два светска купа (1999, 2007). На светском првенству 2002, играо је у утакмицама против Пума и Ол блекса Играо је на свих пет утакмица у купу шест нација 2000. Због коришћења екстазија и кокаина привремено је суспендован 2003, па је пропустио светско првенство те године у Аустралији. У децембру 2007, повредио је врат и после тога је престао да игра рагби.

## Успеси
Титула првака Француске са Стад Франсом 1998, 2000, 2003, 2004, 2007.
Куп Француске са Стад Франсом 1999.
Сребрна медаља са Француском на светском првенству 1999.
Куп шест нација са Француском 2002, 2004, 2006, 2007.